# Christiane Stefanski
Pour les articles homonymes, voir Stefańska.
Christiane Stefanski est une chanteuse belge francophone née à Saint-Nicolas (province de Liège) le 28 décembre 1949 et morte à Liège (province de Liège) le 6 mai 2024. Elle est avant tout une interprète de chanson à texte, sur des rythmes jazzy ou latinos.

## Biographie
D'origine polonaise, Christiane Stefanski fait partie durant sa jeunesse de différents groupes folkloriques. Elle commence à chanter au milieu des années 1970 et participe à des projets de chansons socialement engagées.
En 1980, elle autoproduit son premier 33 tours dans lequel elle interprète Anne Sylvestre, Annkrist, Gilles Servat et Michel Gilbert.
En 1982, un deuxième album Le pays petit sort avec des chansons de Claude Semal, Henri Goldman ou Irène Kaufer. Toujours en 1982, elle remporte le prix de la meilleure chanson et le prix de la presse au Festival de Spa.
En novembre 1983, elle enregistre son troisième album qui sort début 1984.
Elle fait partie, en 1984, du documentaire La chanson rebelle de Richard Olivier.
En 1985, elle participe au festival de la jeunesse à Moscou et entame une série de tournées en France et en Suisse. En 1987, Jacques Stotzem, Thierry Crommen, André Klenes et Christiane Stefanski fondent le groupe de blues Lush Life qui effectue une tournée en Allemagne et en Belgique en 1988.
En 1989, Philippe Libois, Vincent Libon, Dacos et Christiane Stefanski élaborent un spectacle autour de poèmes de Fernand Imhauser.
En 1994, elle sort son premier CD, Carnet de doutes, chez Franc'Amour.
En septembre 1997, elle enregistre un album en public Sawoura au Trianon à Liège.
En 2001, elle participe au festival Mars en Chansons à Charleroi et en juillet de la même année au festival Chansons de Parole de Barjac.
En janvier 2007, elle enregistre, avec Stéphane Martini (guitares), John Valcke (contrebasse) et Frank Wuyts (claviers), Belle saison pour les volcans. Au carrefour du jazz, du rock et de la bossa, Christiane Stefanski y interprète des chansons d’Anne Sylvestre, Léo Ferré, Claude Nougaro, France Léa, Claude Semal, Michèle Bernard, André Bialek… 
En 2012, la chanteuse est programmée durant cinq jours au Centre Wallonie-Bruxelles (Paris).
En 2016, Christiane Stefanski monte un nouveau projet avec Antoine Paterka (guitares) et Jean Debry (basse électrique, contrebasse).
Christiane Stefanski meurt à Liège le 6 mai 2024 à l'âge de 74 ans.

## Discographie
- 1975 : Autour des usines (participation à un 33 tours collectif)
- 1976 : Jacques Gueux (participation à un 33 tours collectif)
- 1978 : Survivre à Couvin (participation à un 33 tours collectif)
- 1979 : Contr'Eurovision (participation à un 33 tours collectif)
- 1979 : Anti-fascisme et résistance (participation à un 33 tours collectif)
- 1980 : Christiane Stefanski (33 tours)
- 1982 : Le pays petit (33 tours)
- 1982 : Chanson Aube frêle, sur un 45 tours, avec également le chanteur Robert
- 1983 : La ville (33 tours)
- 1985 : Paroles d'enfants (participation à un 33 tours collectif)
- 1985 : Sud (45 tours)
- 1986 : Salasa d'intérieur (45 tours)
- 1994 : Carnet de doutes (CD)
- 1997 : Sawoura (CD en public)
- 2001 : Chanson et Utopie - Chansons de parole - Barjac 2001 (participation à un CD collectif en public)
- 2007 : Belle saison pour les volcans (CD)
- 2008 : Droit & Dignité (participation à un CD collectif)